# Delivermail
delivermail — почтовая программа, предок sendmail, использовавшая FTP-протокол на заре развития ARPANET для доставки электронной почты адресатам.
В 1979 году, когда delivermail был впервые добавлен в 4.0BSD и 4.1BSD, сеть ARPANET всё ещё использовала NCP в качестве сетевого протокола. Когда ARPANET перешло на стек протоколов TCP/IP в 1982 году, открылась дорога для почтовых программ, не опирающихся на FTP-протокол для доставки. Новым протоколом для отправки почты стал SMTP, а после того как DNS вытеснила файлы со списком хостов, то delivermail эволюционировал в sendmail, который и сегодня всё ещё является широко используемой почтовой программой на UNIX-системах.